# Johannes Theodorus Oudemans

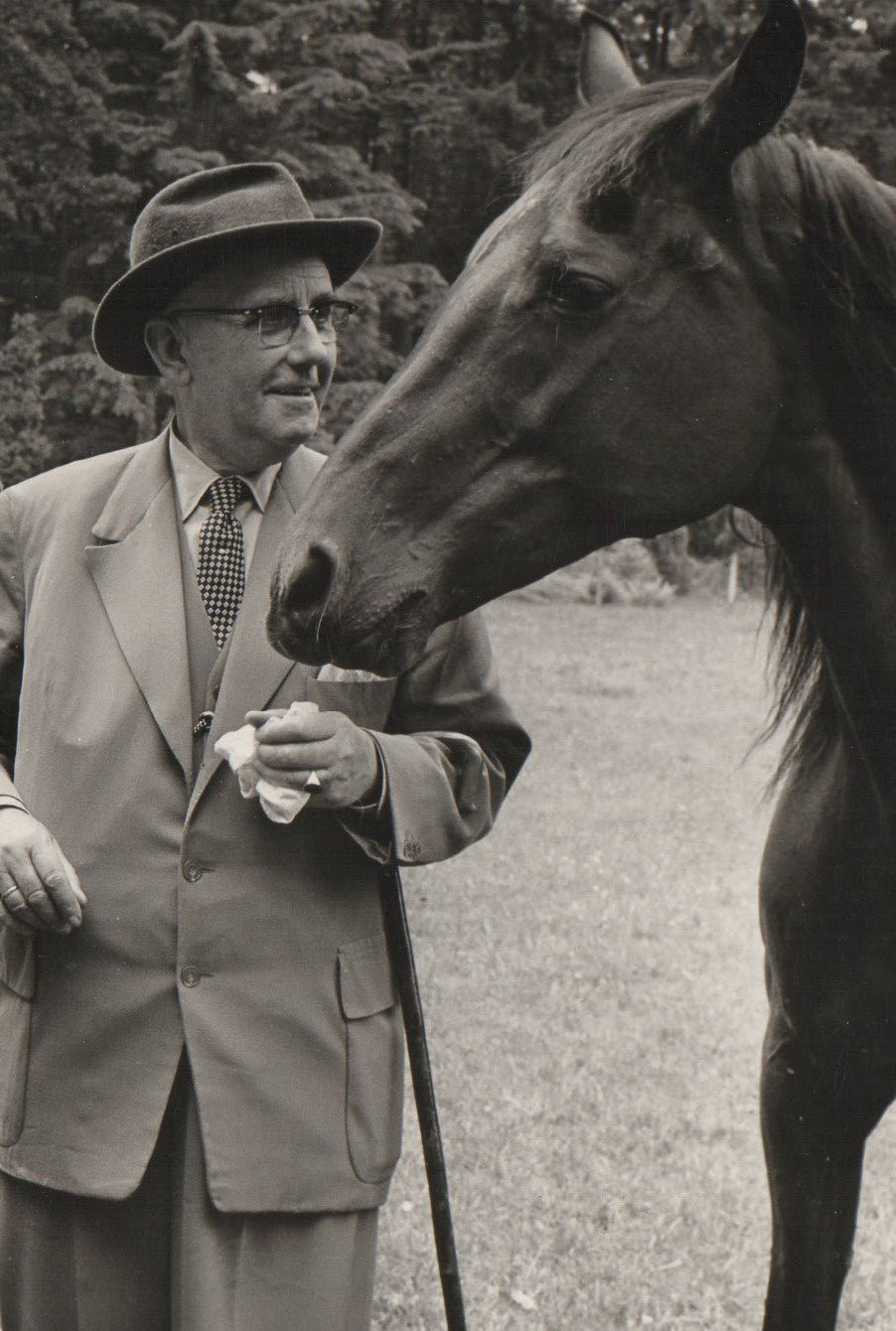
Johannes Theodorus Oudemans.

Johannes Theodorus Oudemans (Amsterdam, 22 november 1862 – huis Groot Schovenhorst, Putten, 20 februari 1934) was een Nederlands entomoloog en dendroloog.

## Biografie
Oudemans promoveerde te Amsterdam in 1887, werkte als lector zoölogie aan de Universiteit van Amsterdam en werd later landgoedbeheerder.  
Hij was een telg uit het geslacht Oudemans en zoon van de botanicus prof. dr. Corneille Antoine Jean Abram Oudemans (1825-1906). Hij was gehuwd met Jeanne Mathilde Christine Schober (1854-1940), met wie hij twee zonen en een dochter kreeg. De dochter trouwde met Tweede Kamerlid ir. Aart Hendrik Willem Hacke. Vanaf 1901 beheerde Oudemans het landgoed Schovenhorst bij Putten, waar het oudste Nederlandse pinetum is te vinden. Het landgoed was eigendom van zijn schoonvader Schober. 
In 1900 publiceerde Oudemans zijn boek De Nederlandsche insecten. Vijf jaar later werd hij de eerste voorzitter van de Vereniging Natuurmonumenten. Daarnaast was hij bestuurslid van de Nederlandse Dierkundige Vereniging en de Nederlandse Entomologische Vereniging. 
In Delpher zijn twee digitale versies van De Nederlandsche insecten te vinden, een uitgegeven bij Martinus Nijhoff en een bij Thieme 
- Stuttgart Database of Scientific Illustrators 1450–1950: 9651
- Gemeinsame Normdatei: 1089418434
- International Standard Name Identifier: 0000 0003 9761 0085
- Nederlandse Thesaurus van Auteursnamen: 074821008
- Système universitaire de documentation: 231132018
- Virtual International Authority File: 37291419
- WorldCat: E39PBJmDg64fXtqX3wXDGfHjYP